# 少弐元盛
少弐 元盛（しょうに もともり）は、戦国時代から安土桃山時代にかけての武士・僧。少弐資元の四男。

## 略歴
天文5年（1536年）、父・資元が自害した時、僅か1歳であったという。少弐氏庶流・横岳資誠に養育されたといわれている。元服の際には亡き父・資元より一字を取って元盛と名乗った。元盛は肥前国川副庄の福満寺に居たのであるが、このとき少弐旧臣の今泉朝覚が朝廷を通して元盛を頭に少弐再興を働きかける。しかし叶わず、代わりに朝廷は、龍造寺隆信へ元盛を安穏に差し置くようにとの綸旨を出した。隆信はこれを了承し、自ら元盛の元へ出向くと、福満寺に滞在することを許した。
再興を果たせなかった失意の元盛はその後、従者と共に高野山に上り、入道し密灌を受けて福満寺へ戻ると、朝誉法印と号した。天正14年（1586年）そのまま福満寺にて遷化した。享年52。
男子は四子いたが、天正12年（1584年）の沖田畷の戦いで龍造寺方に味方し、兄弟全員討死にしたという。 